# Olympiska vinterspelen 2018
Olympiska vinterspelen 2018 var de 23:e (XXIII) olympiska vinterspelen och arrangerades i Pyeongchang i Sydkorea 8–25 februari. Ansökningar togs emot av Internationella olympiska kommittén till och med 15 oktober 2009. Utöver Pyeongchang ansökte Annecy, Frankrike och München, Tyskland. Vinnande land presenterades den 6 juli 2011 på IOK:s kongress i Durban, Sydafrika.

## Ansökningar
| Stad        | Nation    | Omgång 1 |
| Pyeongchang | Sydkorea  | 63       |
| München     | Tyskland  | 25       |
| Annecy      | Frankrike | 7        |

Följande städer sökte:
- Pyeongchang, Sydkorea

Detta var Pyeongchangs tredje raka ansökan om olympiska vinterspelen; i tidigare omröstningar hade staden förlorat värdskapet med tre respektive fyra röster. Spelen genomfördes främst inom två zoner, en i bergen kring Pyeongchang och en närmare kusten i Gangneung.
- München, Bayern, Tyskland

Skidsporterna avsågs hållas i Garmisch-Partenkirchen, och kälksporterna i Königssee. München kunde ha blivit första stad att ha haft både vinterspel och sommarspel (som staden hade 1972).
- Annecy, Frankrike

Alpin skidåkning och ishockey avsågs äga rum i Chamonix och Mont Blanc. La Clusaz och Le Grand Bornand planerades arrangera nordisk skidsport och skidskytte. I La Plagne skulle kälksporterna hållas, och alla övriga i Annecy.

## Tävlingarna

### Invigningsceremonin
Invigningsceremonin ägde rum den 9 februari 2018 i Pyeongchangs Olympiastadion. Den olympiska elden tändes av konståkaren Kim Yuna och spelen öppnades officiellt av Sydkoreas president Moon Jae-in. Sydkorea och Nordkorea tågade in under gemensam flagg under invigningen.

### Sporter
102 grenar i 15 sporter utövades i Pyeongchang 2018. IOK beslutade den 8 juni 2015 att lägga till mixed dubbel i curling, big air för snowboard, lagtävling i alpint, och masstart i hastighetsåkning på skridskor som nya grenar till spelen 2018. Kommittén beslutade också att ta bort parallellslalom i snowboard.
| - Alpin skidåkning - Backhoppning - Bob - Curling - Freestyle - Hastighetsåkning på skridskor - Ishockey - Konståkning | - Längdskidåkning - Nordisk kombination - Rodel - Short track - Skeleton - Skidskytte - Snowboard |

### Kalender
Detta program presenterades den 14 september 2017. Alla datum motsvaras av KST (UTC+9).
Håll muspekaren över finaltävlingarna för att se vilka grenar det gäller.
| IC | Invigningsceremoni | ● | Deltävlingar | 1 | Finaler | U | Uppvisningsshow | AC | Avslutningsceremoni |

| Sporter / Datum               | 8/2 T | 9/2 F | 10/2 L | 11/2 S | 12/2 M | 13/2 T | 14/2 O | 15/2 T | 16/2 F | 17/2 L | 18/2 S | 19/2 M | 20/2 T | 21/2 O | 22/2 T | 23/2 F | 24/2 L | 25/2 S | Grenar · |
| ----------------------------- | ----- | ----- | ------ | ------ | ------ | ------ | ------ | ------ | ------ | ------ | ------ | ------ | ------ | ------ | ------ | ------ | ------ | ------ | -------- |
| Ceremonier                    |       | IC    |        |        |        |        |        |        |        |        |        |        |        |        |        |        |        | AC     |          |
| Alpin skidåkning              |       |       |        |        |        | 1      |        | 2      | 2      | 1      | 1      |        |        | 1      | 2      |        | 1      |        | 11       |
| Backhoppning                  | ●     |       | 1      |        | 1      |        |        |        | ●      | 1      |        | 1      |        |        |        |        |        |        | 4        |
| Bob                           |       |       |        |        |        |        |        |        |        |        | ●      | 1      | ●      | 1      |        |        | ●      | 1      | 3        |
| Curling                       | ●     | ●     | ●      | ●      | ●      | 1      | ●      | ●      | ●      | ●      | ●      | ●      | ●      | ●      | ●      | ●      | 1      | 1      | 3        |
| Freestyle                     |       | ●     |        | 1      | 1      |        |        | ●      | 1      | 1      | 2      | ●      | 1      | 1      | 1      | 1      |        |        | 10       |
| Hastighetsåkning på skridskor |       |       | 1      | 1      | 1      | 1      | 1      | 1      | 1      |        | 1      | 1      |        | 2      |        | 1      | 2      |        | 14       |
| Ishockey                      |       |       | ●      | ●      | ●      | ●      | ●      | ●      | ●      | ●      | ●      | ●      | ●      | ●      | 1      | ●      | ●      | 1      | 2        |
| Konståkning                   |       | ●     |        | ●      | 1      |        | ●      | 1      | ●      | 1      |        | ●      | 1      | ●      |        | 1      |        | U      | 5        |
| Längdskidåkning               |       |       | 1      | 1      |        | 2      |        | 1      | 1      | 1      | 1      |        |        | 2      |        |        | 1      | 1      | 12       |
| Nordisk kombination           |       |       |        |        |        |        | 1      |        |        |        |        |        | 1      |        | 1      |        |        |        | 3        |
| Rodel                         |       |       | ●      | 1      | ●      | 1      | 1      | 1      |        |        |        |        |        |        |        |        |        |        | 4        |
| Short track                   |       |       | 1      |        |        | 1      |        |        |        | 2      |        |        | 1      |        | 3      |        |        |        | 8        |
| Skeleton                      |       |       |        |        |        |        |        | ●      | 1      | 1      |        |        |        |        |        |        |        |        | 2        |
| Skidskytte                    |       |       | 1      | 1      | 2      |        |        | 2      |        | 1      | 1      |        | 1      |        | 1      | 1      |        |        | 11       |
| Snowboard                     |       |       | ●      | 1      | 1      | 1      | 1      | 1      | 1      |        |        | ●      |        | ●      | 1      |        | 3      |        | 10       |
| Antal grenfinaler             |       |       | 5      | 6      | 7      | 8      | 4      | 9      | 7      | 9      | 6      | 3      | 5      | 7      | 10     | 4      | 8      | 4      | 102      |
| Ackumulerat antal grenfinaler |       |       | 5      | 11     | 18     | 26     | 30     | 39     | 46     | 55     | 61     | 64     | 69     | 76     | 86     | 90     | 98     | 102    | v • r    |

### Arenor
Tävlingarna avgjordes i två olika anläggningsområden – Pyeongchangs bergskluster och Gangneungs kustområde. Huvuddelen av arenorna i bergsklustret tillhör vintersportorten Alpensia resort och anläggningarna i kustområdet ligger i staden Gangneung. Totalt användes 13 olika arenor under tävlingarna.
Fem av arenorna ligger i Alpensia resort och bergsklustret består även av skidorten Jeongseon och Bokwang Phoenix Park. I östra Pyeongchang ligger kustzonen som var platsen för alla tävlingarna på is.

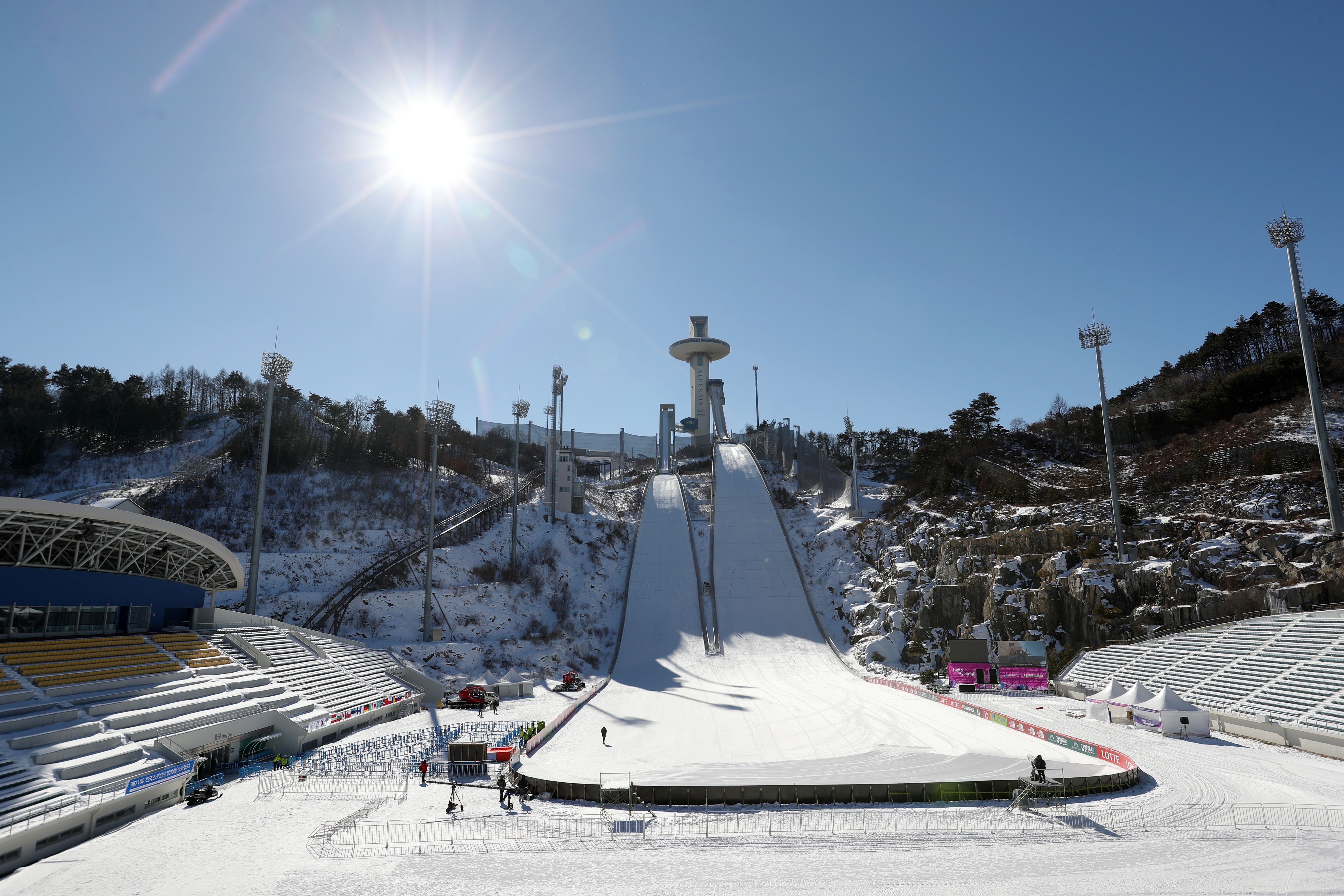
Alpensia backhoppningsarena.
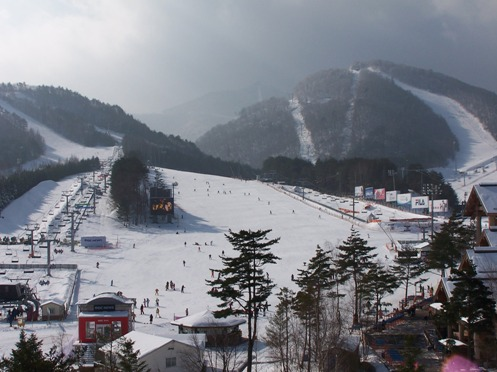
Yongpyongs alpina center.
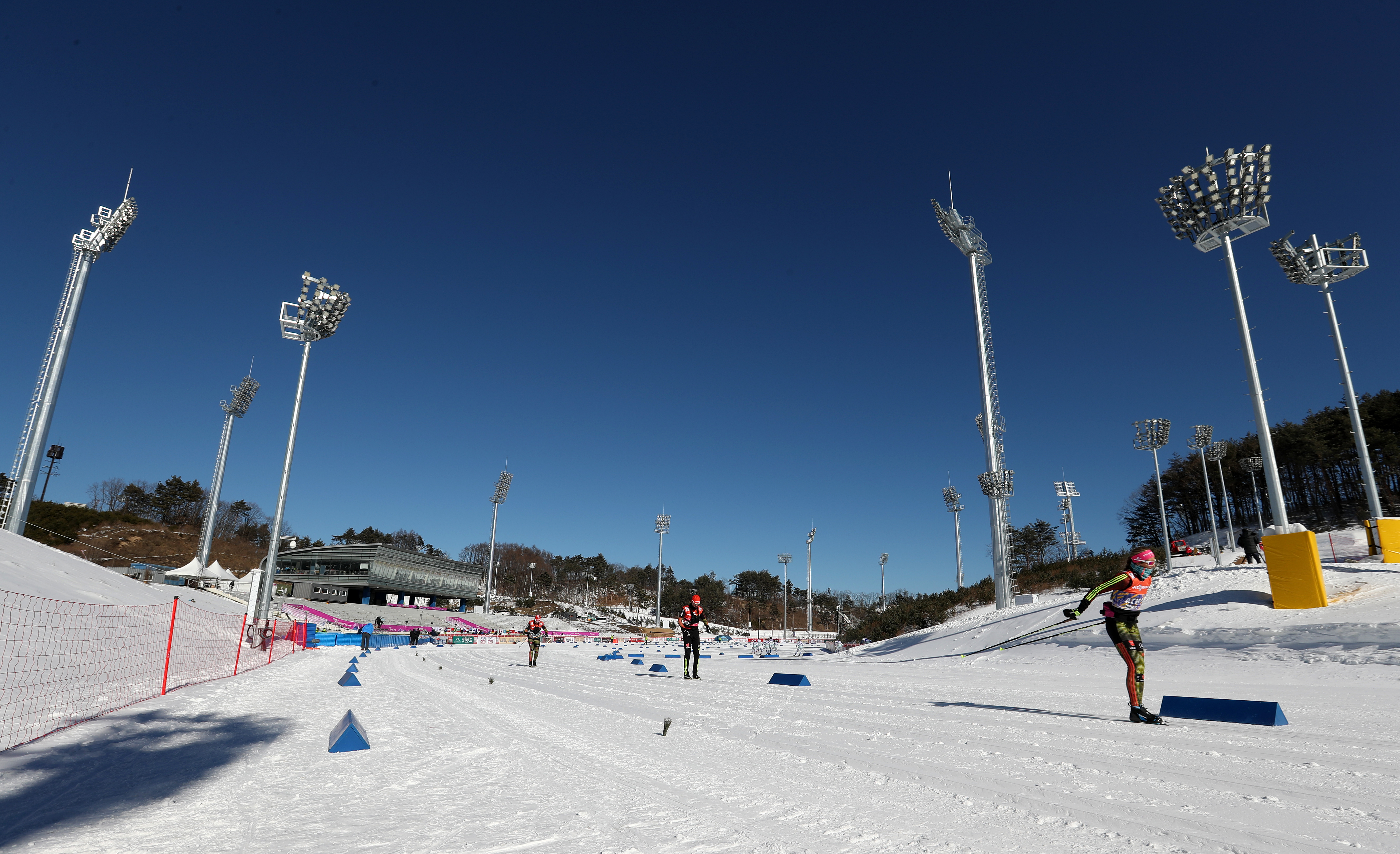
Alpensia längdåkningsarena
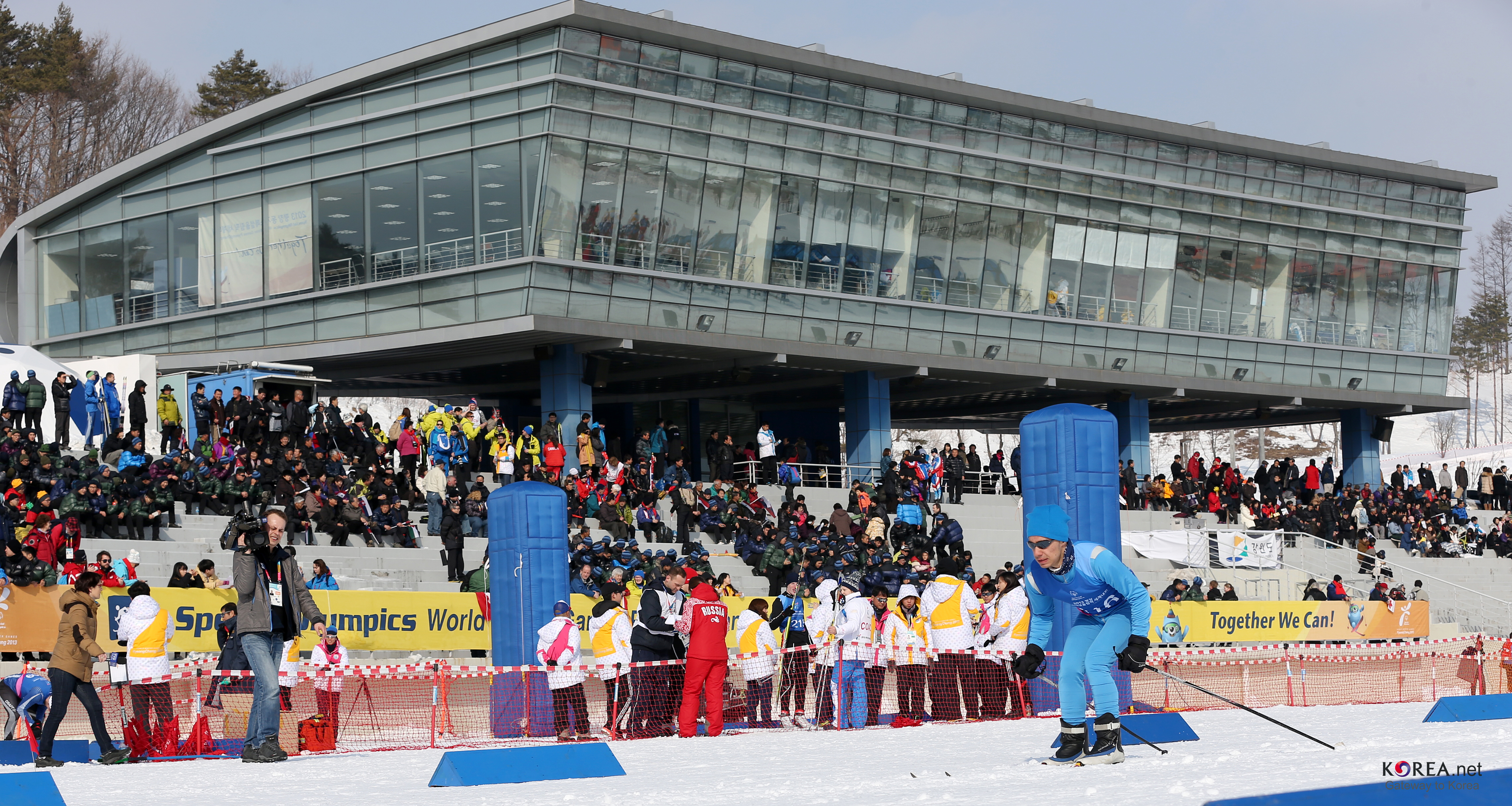
Alpensia skidskyttearena

### Deltagande nationer
93 nationer deltog vid spelen. Alla representerade sina respektive nationella olympiska kommittéer förutom Olympiska idrottare från Ryssland då Rysslands olympiska kommitté var avstängd. Dessutom hade Sydkorea och Nordkorea ett gemensamt damlag i ishockey tävlandes som Korea.
| - Albanien - Andorra - Argentina - Armenien - Australien - Azerbajdzjan - Belgien - Bermuda - Bolivia - Bosnien och Hercegovina - Brasilien - Bulgarien - Chile - Colombia - Cypern - Danmark - Ecuador - Eritrea - Estland - Filippinerna - Finland - Frankrike - Georgien - Ghana | - Grekland - Hongkong - Indien - Iran - Irland - Island - Israel - Italien - Jamaica - Japan - Kanada - Kazakstan - Kenya - Kina - Kirgizistan - Korea - Kosovo - Kroatien - Lettland - Libanon - Liechtenstein - Litauen - Luxemburg - Madagaskar | - Makedonien - Malaysia - Malta - Marocko - Mexiko - Moldavien - Monaco - Mongoliet - Montenegro - Nederländerna - Nigeria - Nordkorea - Norge - Nya Zeeland - Olympiska idrottare från Ryssland - Pakistan - Polen - Portugal - Puerto Rico - Rumänien - San Marino - Schweiz - Serbien - Singapore | - Slovakien - Slovenien - Spanien - Storbritannien - Sverige - Sydafrika - Sydkorea - Kinesiska Taipei se Kinesiska Taipei, avser tävlande från Taiwan - Thailand - Tjeckien - Togo - Tonga - Turkiet - Tyskland - Ukraina - Ungern - USA - Uzbekistan - Belarus - Österrike - Östtimor |

### Medaljtoppen
Här visas endast topp tio-placering.
      Värdnation (Sydkorea)
| Placering | Land          | Guld | Silver | Brons | Totalt antal medaljer |
| --------- | ------------- | ---- | ------ | ----- | --------------------- |
| 1         | Norge         | 14   | 14     | 11    | 39                    |
| 2         | Tyskland      | 14   | 10     | 7     | 31                    |
| 3         | Kanada        | 11   | 8      | 10    | 29                    |
| 4         | USA           | 9    | 8      | 6     | 23                    |
| 5         | Nederländerna | 8    | 6      | 6     | 20                    |
| 6         | Sverige       | 7    | 6      | 1     | 14                    |
| 7         | Sydkorea      | 5    | 8      | 4     | 17                    |
| 8         | Schweiz       | 5    | 6      | 4     | 15                    |
| 9         | Frankrike     | 5    | 4      | 6     | 15                    |
| 10        | Österrike     | 5    | 3      | 6     | 14                    |

## Klimat
Klimatet i Pyeongchangs stad (som ligger på 300 meters höjd och omkring 50 km sydväst om Alpensia resort) är i februari cirka –1°C i dagstemperatur och −10°C på natten.  Alpensia resort med bland annat Alpensia isbanecenter ligger cirka 500 meter högre och har omkring 2 grader lägre temperatur.

## Kritik och kontroverser

### Rysk dopning
Den 5 december 2017 meddelade Internationella olympiska kommittén att Rysslands olympiska kommitté stängs av från de olympiska spelen. Beslutet grundade sig i McLaren-rapporten som indikerade statsstödd och systematiserad dopning av ryska idrottare under olympiska vinterspelen 2014. Enskilda idrottare från Ryssland tilläts dock att tävla under neutral flagg som Olympiska idrottare från Ryssland.

### Positiva dopningsprov vid tävlingarna
- Bob: Nadezjda Sergejeva, Ryssland (trimetazidin – hjärtstimulerande)[19]
- Curling: Aleksandr Krusjelnitskij, Ryssland (meldonium)[20]
- Ishockey: Žiga Jeglič, Slovenien (fenoterol)[21]
- Short track: Kei Saito, Japan (acetazolamid)[22]

## TV
I Sverige visades TV-sändningarna på Discovery Networks Swedens kanaler.

### Fotnoter
1. ↑  ”SVT Sport”. 6 juli 2011. Arkiverad från originalet den 9 juli 2011. https://web.archive.org/web/20110709130142/http://svt.se/2.21335/1.2474514/vinter-os_2018_i_sydkorea. Läst 6 juli 2011.
2. ↑  2018 candidature acceptance procedure Arkiverad 15 augusti 2009 hämtat från the Wayback Machine.
3. ↑  ”63 Votes for PyeongChang: Official Ballot Count for 2018 Olympic Winter Games Bid”. GamesBids.com. https://gamesbids.com/eng/winter-olympic-bids/2018-olympic-bid-news/63-votes-for-pyeongchang-official-ballot-count-for-2018-olympic-winter-games-bid/. Läst 6 juli 2011.
4. 1 2 3  ”Report of the IOC 2018 Evaluation Commission”. Internationella Olympiska Kommittén. http://www.olympic.org/Documents/Commissions_PDFfiles/Evaluation_Commission/FINAL_DRAFT_2018_EV_COM-ENG.pdf. Läst 7 juli 2011.
5. ↑  ”Pyeongchang Olympic Stadium” (på engelska). Pyeongchang 2018. Arkiverad från originalet den 10 februari 2018. https://web.archive.org/web/20180210073535/https://www.pyeongchang2018.com/en/venues/pyeongchang-olympic-stadium. Läst 3 oktober 2016.
6. ↑  ”Konståkerska tände den olympiska elden”. SVT. https://www.svt.se/sport/pyeongchang-2018/bildextra-det-basta-fran-os-invigningen/. Läst 9 februari 2018.
7. ↑  ”Kim Jong-un's sister and South Korea President shake hands as 2018 Winter Olympics opens” (på engelska). Telegraph. http://www.telegraph.co.uk/winter-olympics/2018/02/09/winter-olympics-2018-opening-ceremony-live-updates/. Läst 9 februari 2018.
8. ↑  ”Koreas to march under single 'united' flag in Olympic Games” (på engelska). BBC. http://www.bbc.com/news/world-asia-42721417. Läst 29 januari 2018.
9. ↑  ”Nya "svenskgrenar" till OS 2018”. SOK. http://sok.se/arkiv-for-artiklar/2015-06-09-nya-svenskgrenar-till-os-2018.html. Läst 1 maj 2017.
10. ↑  ”Schedule”. Arkiverad från originalet den 15 oktober 2017. https://web.archive.org/web/20171015045923/https://www.pyeongchang2018.com/en/schedule. Läst 2 oktober 2017.
11. ↑  ”Olympic Winter Games 2018 Competition Schedule Announced”. Arkiverad från originalet den 6 februari 2018. https://web.archive.org/web/20180206182936/https://www.pyeongchang2018.com/en/press-releases/olympic-winter-games-2018-competition-schedule-announced. Läst 2 oktober 2017.
12. ↑  ”Venue Information” (på engelska). Pyeongchang 2018. Arkiverad från originalet den 17 februari 2018. https://web.archive.org/web/20180217011059/https://www.pyeongchang2018.com/en/venues. Läst 3 oktober 2016.
13. ↑  ”Athletes and teams” (på engelska). Pyeongchang 2018. Arkiverad från originalet den 10 februari 2018. https://web.archive.org/web/20180210030935/https://www.pyeongchang2018.com/en/game-time/results/OWG2018/en/general/athletes.htm. Läst 31 januari 2018.
14. ↑  ”Beskedet från IOK: Ryssland stängs av från OS 2018” (på engelska). Sveriges radio. http://sverigesradio.se/sida/artikel.aspx?programid=179&artikel=6836451. Läst 31 januari 2018.
15. ↑  ”Besked från Koreahalvön: Ishockey och inmarsch tillsammans”. Svenska Yle. https://svenska.yle.fi/artikel/2018/01/17/besked-fran-koreahalvon-ishockey-och-inmarsch-tillsammans. Läst 31 januari 2018.
16. ↑  ”Pyeongchang 2018 - Medal standings”. Arkiverad från originalet den 24 februari 2018. https://web.archive.org/web/20180224052438/https://www.pyeongchang2018.com/en/game-time/results/OWG2018/en/general/medal-standings.htm. Läst 12 februari 2018.
17. ↑  Korea Metorological administration
18. ↑  ”Ryssland stoppas från vinter-OS i Sydkorea”. Expressen. https://www.expressen.se/sport/just-nu-beskedet-om-ryssland-i-os/. Läst 16 december 2017.
19. ↑  Sportschau – Zweiter Dopingfall im russischen Olympiateam
20. ↑  ”B-Probe des russischen Olympia-Curler Kruschelnizki positiv” (på tyska). RP-Online. 20 februari 2018. http://www.rp-online.de/sport/olympia-winter/doping-bei-olympia-2018-b-probe-von-curler-alexander-kruschelnizki-positiv-aid-1.7408814. Läst 21 februari 2018.
21. ↑  ”Slovenien föll mot Norge efter dopningsbesked” (på svenska). Svenska Dagbladet. 20 februari 2018. https://www.svd.se/slovensk-ishockeyspelare-misstanks-vara-dopad. Läst 21 februari 2018.
22. ↑  Eurosport – Shorttrack bei Olympia 2018: Erster Doping-Fall Kei Saito aus Japan positiv getestet
23. ↑  Karin Frick (29 juni 2015). ”Värvar rättigheterna för kommande fyra OS” (på svenska). Expressen. http://www.expressen.se/sport/varvar-rattigheterna-for-kommande-fyra-os/. Läst 21 juli 2017.

- Wikimedia Commons har media som rör Olympiska vinterspelen 2018.